# Cerro Signorelli
Cerro Signorelli, auch unter der Bezeichnung El Mirador geführt, ist eine Ortschaft im Norden Uruguays. 

## Geographie
Sie liegt im nordöstlichen Teil des Departamento Artigas in dessen Sektor 1 südlich der Departamento-Hauptstadt Artigas. Östlich grenzt Cerro San Eugenio an. In rund zwei Kilometern westlicher Entfernung verläuft der Arroyo Tamanduá.

## Einwohner
Cerro Signorelli hat 52 Einwohner, davon 23 Männer und 29 Frauen (Stand: 2011).
| Jahr | Einwohner |
| ---- | --------- |
| 1996 | -         |
| 2004 | 192       |
| 2011 | 52        |

Quelle: Instituto Nacional de Estadística de Uruguay